# Бурські республіки

Держави гриква й Бурські республіки в Південній Африці, 19-е сторіччя

Бурські республіки (або також називають Бурські держави) — колишні незалежні самоврядні республіки створені у південно-східному кордоні голландськомовними мешканцями Капської провінції та їх нащадки (трекбури, бури, африканери, і фоуртреккери) в основному на півночі та сході терену сьогоденної Південної Африки.

## Історія
Хоча деякі з цих республік були засновані з 1795, в період голландського колоніального панування на мисі, більшість з цих держав були створені після того як Велика Британія перебрала від Нідерландів, владу на мисі Доброї Надії. Згодом голландськомовні мешканці (прото- африкаанську часто називають "Ddie taal" мовою) попрямували у внутрішні терени в 1835 році, щоб уникнути британського адміністративного контролю. Цей рух, відомий як Великий Трек. Деякі з цих держав були створені після військової поразки місцевого населення по фоуртреккерів/бури в силу їх технологічно більшої озброєності.
Після війни з зулусами було підписано угоду про мир 23 березня 1839 р. Зулуси відмовлялися від всіх територій на південь від річки Тугела. На захоплених землях бурські переселенці заснували республіку Наталь. Але через чотири роки англійці захопили й цю територію, утворивши тут нову англійську колонію під тією ж назвою.
Бури змушені були мігрувати на північ і північний захід, у внутрішні райони Південної Африки, де утворили дві нові республіки: в 1852 році Південно-Африканську Республіку (вона також називалася Трансвааль) зі столицею в Преторії, і в 1854 році - Оранжева Вільна держава зі столицею в Блумфонтайні.
Держави також були створені іншими групами населення, в першу чергу гриква, підгрупа гетерогенного і кольорового населення Південної Африки. Найбільші з держав помітними серед них Східний Грикваленд й Західний Грикваленд.
Хоча деякі з них були міні-державами, які були відносно недовгими, деякі, на кшталт Трансвааль і Оранжева Вільна держава, перетворилася в успішні незалежні країни, які разом з Великою Британією були офіційно визнані Нідерландами, Францією, Німеччиною, Бельгією та Сполученими Штатами Америки. Ці дві країни продовжували існувати протягом декількох десятиліть, попри першу англо-бурську війну з Англією. Проте, наступні події, в тому числі відкриття діамантів і золота в цих державах, призвело до другої англо-бурської війни. У цій війні Трансвааль і Оранжева Вільна держава були розгромлені і захоплені переважаючими у кількості британськими військами, і вони офіційно припинили своє існування 31 травня 1902 з підписанням мирний договір Феріініхінзі й увійшли у нову британську колонію, Південно-Африканський Союз.